# Ponanella trispina
Ponanella trispina är en insektsart som beskrevs av Freytag 1987. Ponanella trispina ingår i släktet Ponanella och familjen dvärgstritar.